# Елигулашвили, Тамара Давидовна
Тама́ра Дави́довна Елигулашви́ли (17 января 1921, Харьков — 23 августа 1984) — украинская архитектор, член Союза архитекторов УССР (1955).

## Биография
Родом из Харькова, в 1938 году поступила в Харьковский инженерно-строительный институт, окончить учёбу помешала начавшаяся война. В 1945 году переехала в Киев, где возобновила обучение на архитектурном факультете Киевского института гражданских инженеров, который она закончила в 1948 году.
С мая 1948 года работала архитектором, главным архитектором проекта в проектном институте «Киевский облпроект», с ноября 1966 года — главным архитектором проекта в проектном институте Гипроград в Киеве, с ноября 1969 года — в КиевНИИПградостроительства.

## Творчество
Тамара Давидовна Елигулашвили является автором ряда проектов:
- планировка посёлков Буча (1952) и Ворзель (1962);
- внутреннее оформление библиотеки ЦК КПУ (1953);
- застройка центральной площади в Переяславе (в соавторстве, 1954);
- жилые дома в Киеве на Волошской улице, 18 (1956), Почайнинской улице, 52-58 (1958), улице Антоновича, 25 и Воздухофлотском проспекте (1960);
- здание Киевского техникума городского электротранспорта (ныне — Киевский колледж городского хозяйства) по улице Джона Маккейна, 33 (1962);
- соавтор проекта станции «Университет» Киевского метрополитена (1960);
- застройка квартала по улице Ломоносова в Киеве (с 1965)
- сооружения на автодороге Киев — Борисполь (1973)
- генеральный план и застройка 1-го и 3-го микрорайонов г. Южное в Одесской области (с 1974) и др.

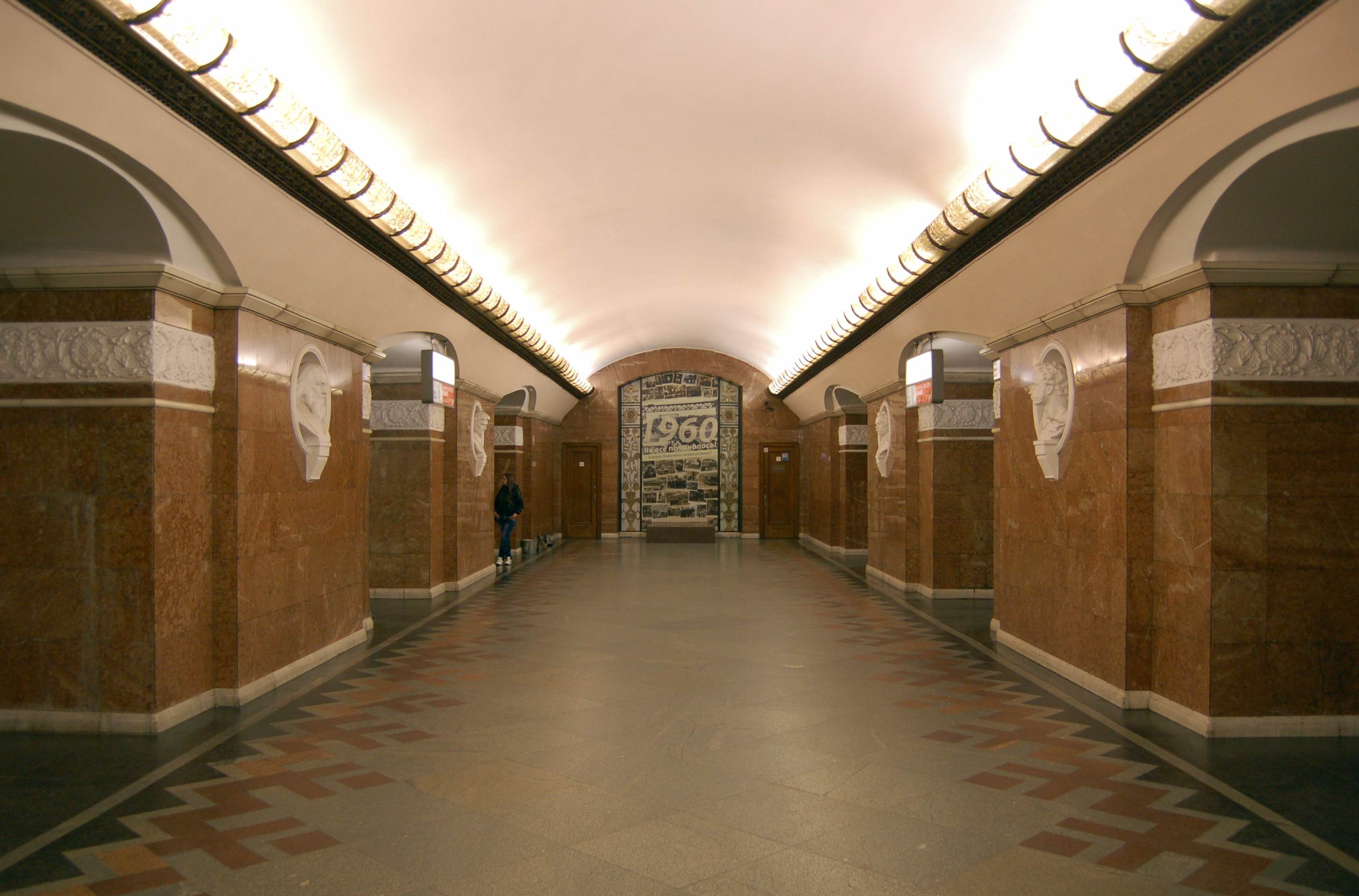
Станция метро «Университет» (1960)

## Семья
Дочь — Рейтер Мария Игоревна (род. 1951) — художник-архитектор.